# Способы измерения теплопроводности
Существует множество способов измерения теплопроводности (коэффициента теплопроводности). Они отличаются по степени применимости к объектам в зависимости от их теплопроводности, а также от необходимого температурного диапазона. Методы измерения теплопроводности делятся на два больших класса: стационарные (установившиеся), в которых через образец с течением времени формируется постоянный тепловой поток, и нестационарные (неустановившиеся), в них тепловой поток через образец не достигает постоянного значения. Известны другие методы (например, методы периодического ввода теплоты), которые также можно отнести к нестационарным. 

## Стационарные методы
В установившихся методах испытуемый образец приводят в контакт с двумя телами - нагревателем и теплоотводом, имеющими разную температуру. Температура каждого тела поддерживается постоянной в ходе измерения. В результате через образец начинает протекать тепловой поток в направлении от нагревателя к теплоотводу, и спустя достаточный промежуток время этот поток становится установившимся, т.е. температура в каждой точке образца перестает зависеть от времени. Как правило, такие испытания требуют значительного времени (от получаса и более) и образцов больших размеров (десять сантиметров и более).
Поскольку в основе стационарных методов лежит применение закона Фурье, геометрия калориметрической ячейки либо плоская, либо цилиндрически-симметричная. 
Методы, в которых реализован стационарный режим, делятся на абсолютные и относительные. В абсолютных теплопроводность рассчитывается напрямую, исходя из экспериментально найденных величин. Относительные методы требуют наличия эталона - материала с уже известной теплопроводностью. К абсолютным методам относятся метод изолированной горячей плиты (guarded hot plate method) и метод коаксиальных цилиндров (cylinder method). Относительные методы - это метод плоской пластины (heat ﬂow meter method), метод прямого нагрева (метод Кольрауша) (direct heating method (Kohlrausch method)) и метод горячей (нагретой) проволоки (hot wire method).

## Нестационарные методы
Нестационарные методы определения теплопроводности, как правило, позволяют непосредственно измерить температуропроводность, а искомая величина вычисляется с учётом известных значений теплоемкости и плотности